# Ján Švehlík
Ján Švehlík (Lovča, 17 gennaio 1950) è un ex calciatore cecoslovacco, dal 1993 slovacco, di ruolo attaccante. Campione europeo con la Cecoslovacchia nel 1976.

## Carriera

### Club
Giocò con lo Slovan Bratislava dal 1969 al 1982, eccezion fatta per una stagione in cui militò nel Dukla Praga.
Durante la sua carriera vinse tre campionati cecoslovacchi e due coppe nazionali. Nella massima divisione cecoslovacca totalizzò 296 presenze impreziosite da 79 reti.

### Nazionale
Con la Cecoslovacchia debuttò il 27 aprile 1974 a Praga contro la Francia e giocò la sua ultima partita il 5 maggio 1979 a Mosca contro l'Unione Sovietica.
Sempre con la Nazionale, partecipò al vittorioso campionato d'Europa 1976, dove per altro segnò la rete del momentaneo 1-0 in finale contro la Germania Ovest.

## Palmarès

### Club
- Campionato cecoslovacco: 3

Slovan Bratislava: 1969/70, 1973/74, 1974/75
- Coppa di Cecoslovacchia: 2

Slovan Bratislava: 1974, 1982

### Nazionale
- Campionato d'Europa: 1

Jugoslavia 1976